# Eikenbloedzwam
De eikenbloedzwam (Stereum gausapatum) is een schimmel behorend tot de familie Stereaceae. Hij leeft saprofiet op dode stammen en stronken van van eik waarvan de schors vaak nog aanwezig is.

## Kenmerken
De vruchtlichamen zijn leerachtig korstvormig met soms weinig afstaande schijnhoeden. De diameter is 1-4 cm maar tot veel langere stroken dakpansgewijs aaneengroeiend. De bovenzijde is fijnharig, gezoneerd, okerbruin-grijzig en de rand wittig. Vaak is vooral de onderzijde zichtbaar en die is glad, bleek tot donker geel- of kastanjebruin, na beschadiging oranjerood bloedend. Er zijn geen plaatjes of poriën.
De sporen zijn langwerpig ellipsvormig tot cilindrisch, kleurloos, dunwandig, wit van kleur en hebbende afmeting 6–10 × 3,5–4,5 µm. Deze soort onderscheidt zicht van andere Stereum-soorten door de dikte van de wanden van de pleurocystidia. Deze is bij de eikenbloedzwam minder dan 1,5 μm en bij de andere soorten dikker.

## Verspreiding
In Nederland en België komt de eikenbloedzwam zeer algemeen voor. Hij staat niet op de rode lijst en is niet bedreigd. Hij kan het hele jaar worden gevonden.

## Foto's

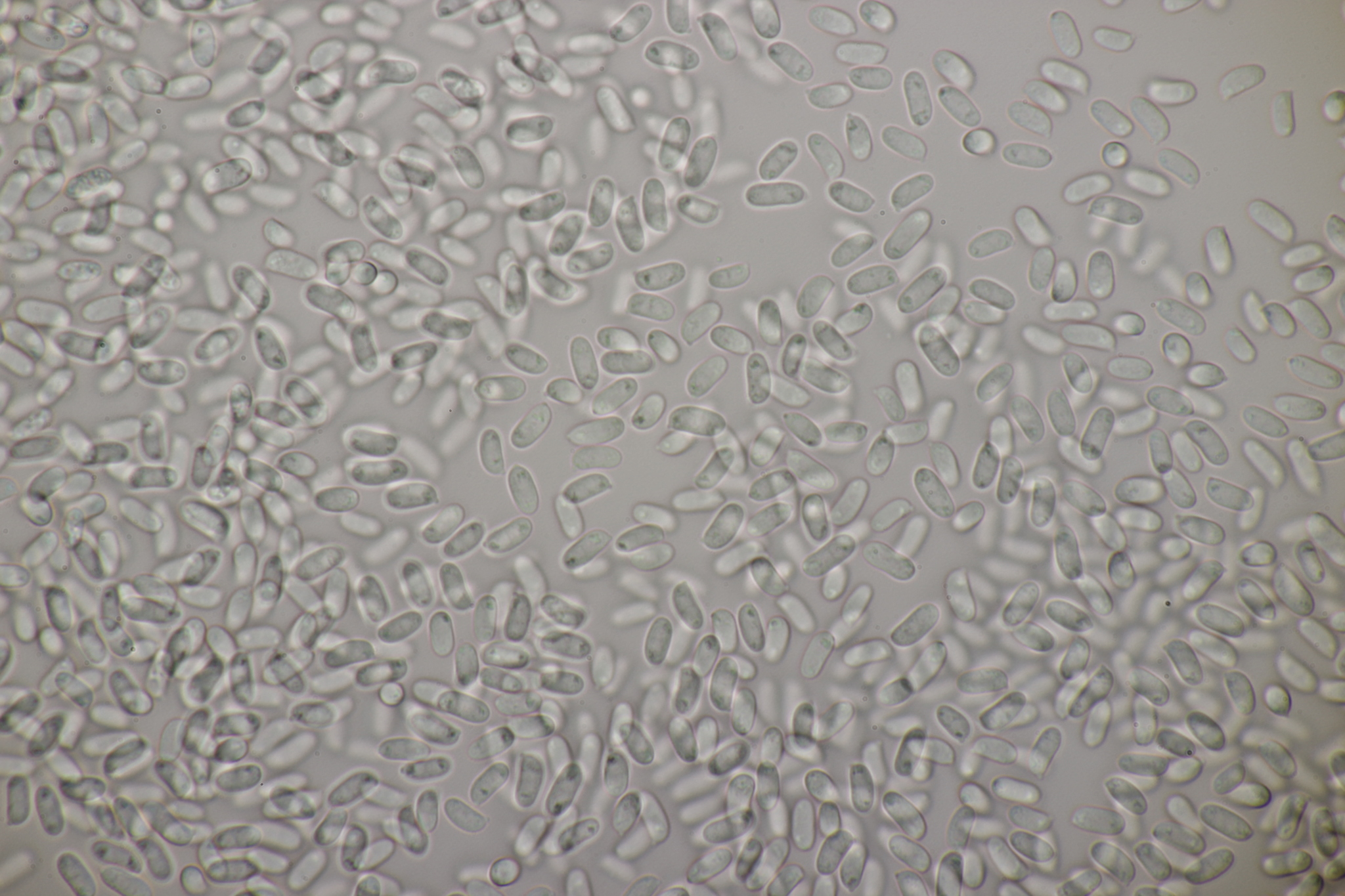
Sporen
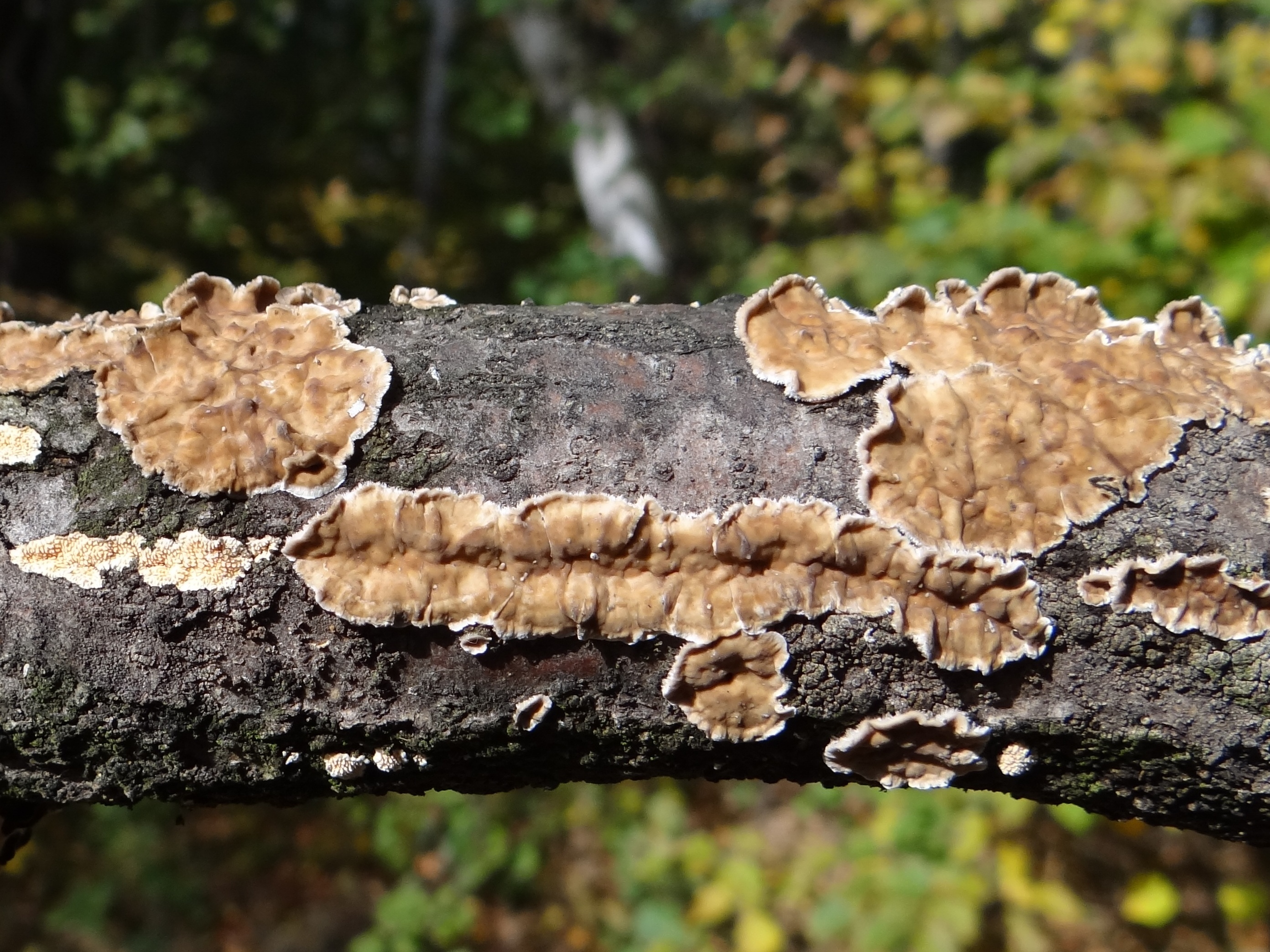
Vooral korstvormig
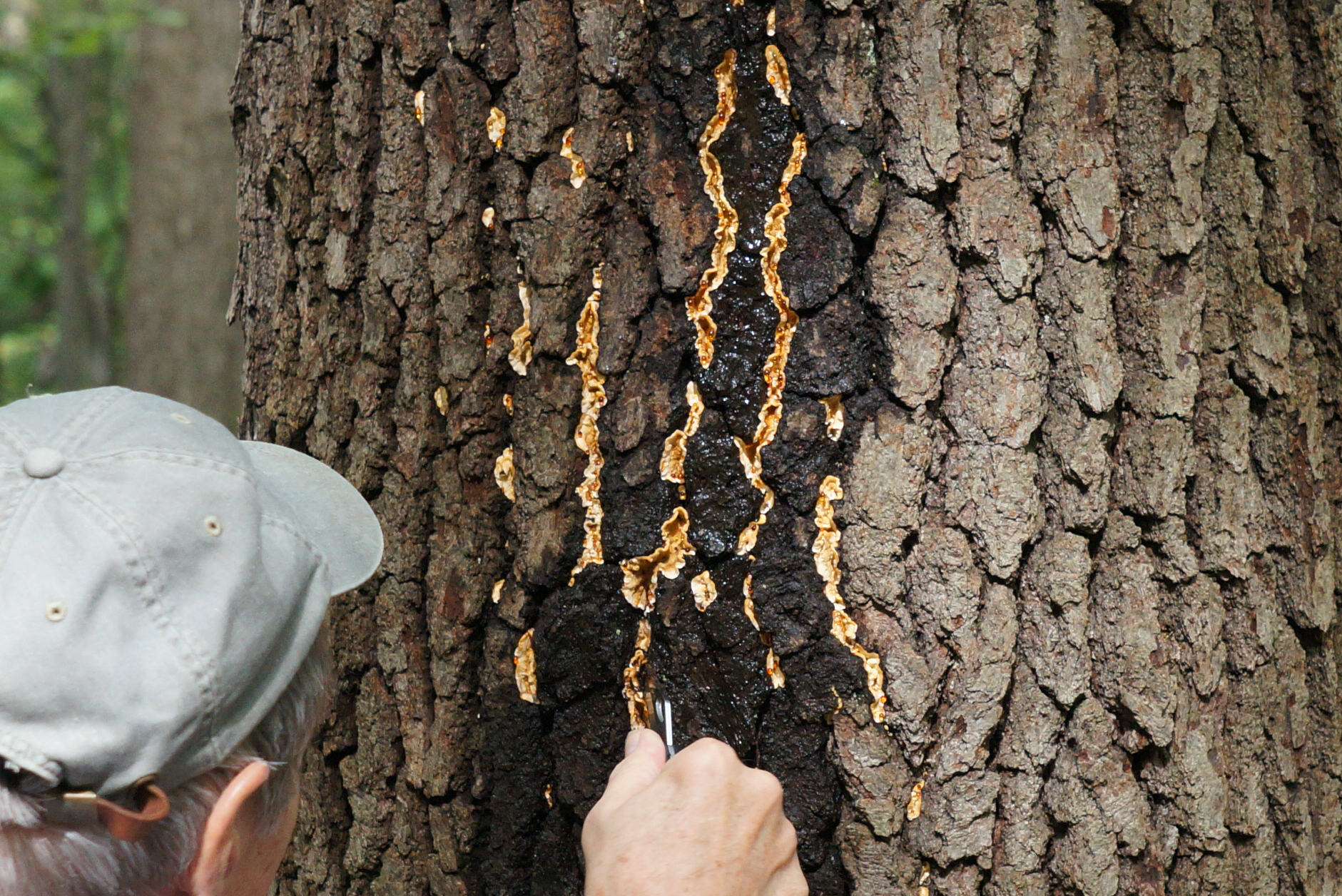
In schorsnaden